# 1971年孟加拉知識份子屠殺
1971年孟加拉知識份子屠殺，是西巴基斯坦軍隊及其在當地合作者，尤其是極右翼伊斯蘭民兵組織巴德爾幫助下，在孟加拉國解放戰爭期間，系統地處決了孟加拉族知識分子的戰爭罪行。在整個戰爭期間，大批知識分子被殺害。尤其是1971年3月25日和12月14日發生的處決人數最多，因為很明顯孟加拉國即將獨立。
12月14日在孟加拉國被紀念為知識份子殉難日。

## 3月25日晚上
在1971年3月25日晚，探照燈行動開始時(開始鎮壓東巴抗議)，在達卡大學屠殺了數百名教職員及學生。

## 屠殺背後原因

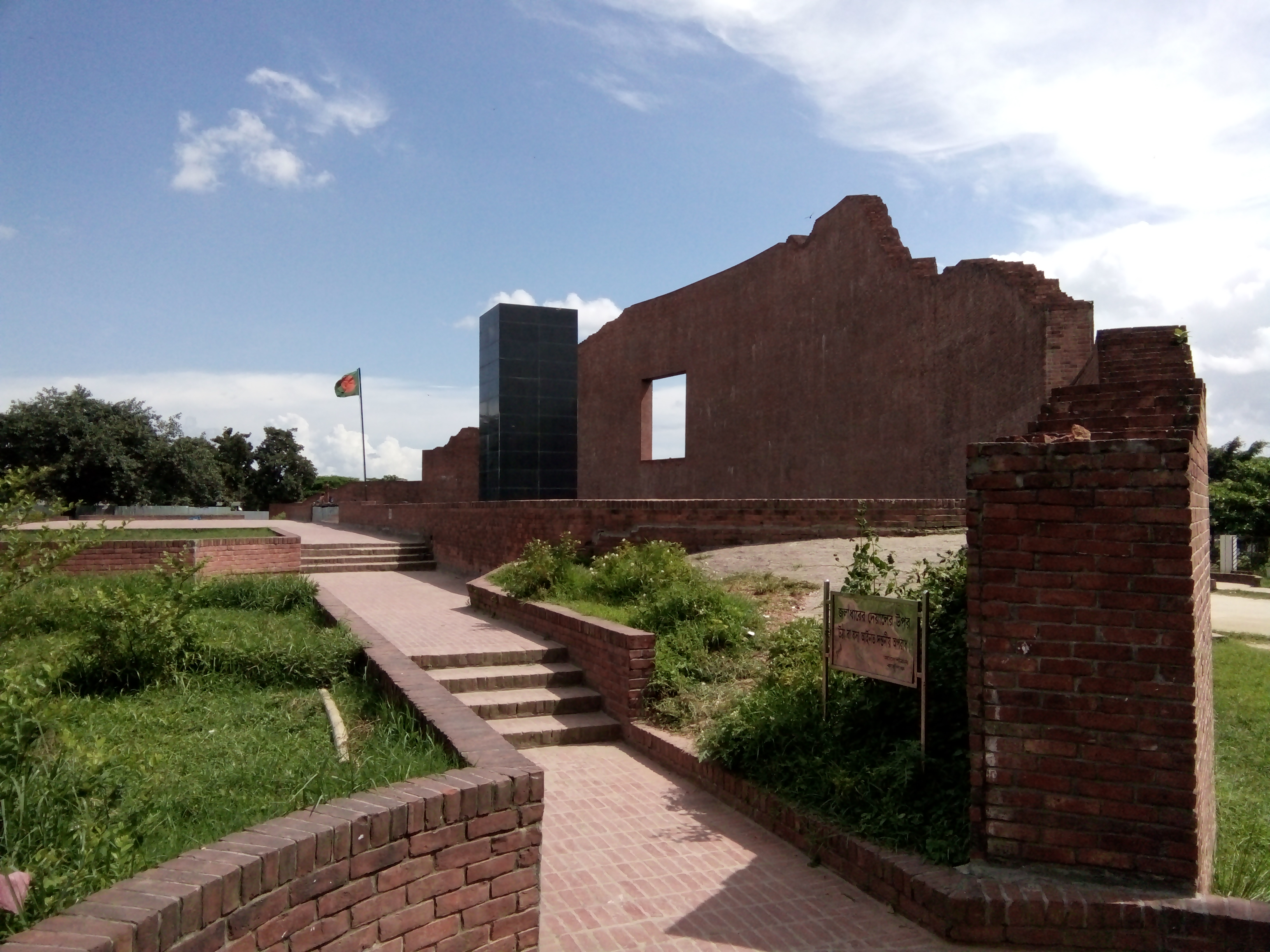
烈士知识分子纪念馆东西南北的一部分。

巴基斯坦國成立以來，西巴基斯坦的統治者歧視和忽略東巴基斯坦公民，並剝奪了他們的公民權利和政治權利。引起東巴基斯坦公民政治和文化抗議，這些抗議恢是由知識份子發起和領導。他們通過社會和文化活動鼓勵並在孟加拉國種下民族主義思想。由於他們的文化運動，東巴基斯坦（現孟加拉國）的人民逐漸意識到他們的權利，使這一運動轉向政治抗議。

## 12月14日處決
隨著戰爭即將結束，巴基斯坦最後努力消滅盡可能多的知識分子，大部分時間計劃在12月12日至14日之間，以消除新國家的未來領導人。1971年12月14日，巴德爾民兵和巴基斯坦軍隊在達卡的家中逮捕了200多名東巴基斯坦知識分子，包括教授，記者，醫生，藝術家，工程師和作家。他們被蒙住眼睛被帶到達卡不同地方的牢房，他們後來都被集體處決，為了紀念殉難的知識分子，12月14日在孟加拉國作為知識分子殉道日。
人們普遍猜測，12月14日的殺戮是由拉奧·法曼·阿里少將精心策劃的。孟加拉國解放後，孟加拉知識分子名單（其中大多數人於12月14日被處決）被發現在他在總督府留下的日記中。阿里本人證實了這種清單的存在，但他否認種族滅絕。巴基斯坦前官僚阿爾塔夫也證實了這一點。阿爾塔夫提到他要求阿里從名單中刪除朋友姓名的事件，阿里在他面前這樣做了。

## 關於殺戮的判決
2013年11月3日，達卡的一個特別法庭判處巴德爾殺戳小隊的兩名前領導人，位於倫敦的穆斯林領袖Chowdhury Mueen-Uddin和Ashrafuz ，因1971年孟加拉國解放戰爭期間犯下的戰爭罪而被判處死刑。1971年12月，法院發現他們涉嫌綁架和謀殺了18名知識分子:九名達卡大學教授，六名記者和三名醫生 -
2014年11月2日，孟加拉國國際刑事法庭判處米爾·卡塞姆·阿里死刑，其中包括殺害知識分子。在仲裁庭證明他是巴德爾的主要組織者，該組織於1971年12月14日策劃並處決了殺害知識分子的事件。旨在剝奪新生國家知識分子。